# Neue Osnabrücker Zeitung
Neue Osnabrücker Zeitung (Nouveau journal d'Osnabrück en français) ou Neue OZ est un quotidien régional allemand de l'Osnabrück et de l'Emsland.

## Historique
Neue Osnabrücker Zeitung a été créé en 1967 en tant que successeur de Neue Tagespost et son site Internet a été lancé en 2000.
Le journal possédait 100 000 lecteurs en 2001 avec un tirage de 296 228 dans le premier trimestre de 2006. En 2008, le quotidien atteignait les 442 000 lecteurs et au premier trimestre de l'année suivante, il se vendait à 165 393 exemplaires. Mais il baissa en décembre 2013, avec 160 000 exemplaires.